# Gäddtjärnen (Håsjö socken, Jämtland)
Gäddtjärnen är en sjö i Bräcke kommun i Jämtland och ingår i Ljungans huvudavrinningsområde.